# BR-316
A BR-316 é uma rodovia federal diagonal do Brasil. Seu ponto inicial está localizado na cidade de Belém (Pará), e o final na cidade de Maceió (Alagoas).
A BR-316 passa pelos estados do Pará, Maranhão, Piauí, Pernambuco e Alagoas.
Possui também a denominação de "Rodovia Capitão Pedro Teixeira".

## História

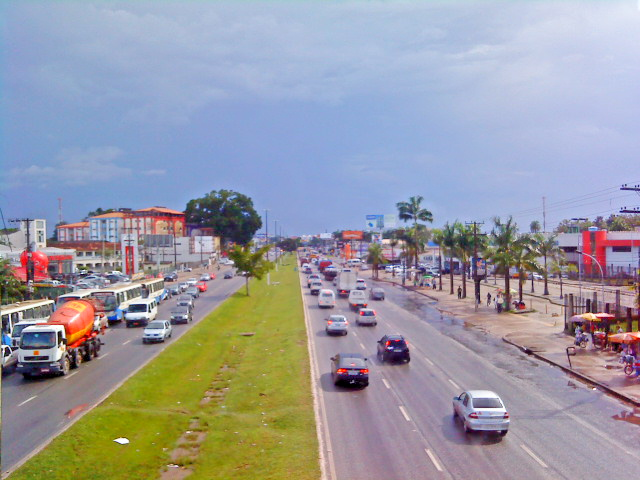
BR-316 em Ananindeua (PA)

Os primeiros quilômetros da porção mais ocidental da rodovia BR-316 foram abertos no final da década de 1920 a partir da Estrada do Marco da Légua, que seguia traçado paralelo à Estrada de Ferro de Bragança, ligando inicialmente somente Belém e Ananindeua. Paralelamente ocorria a inauguração, em 1933, do trecho da estrada de ferro da Great Western of Brazil Railway, ligando a Estação Lourenço de Albuquerque, em Maceió, à Palmeira dos Índios, com uma via de manutenção paralela, equivalente ao trecho mais oriental do que seria a rodovia.
Em 1956, o Plano Nacional da Indústria Automobilística, durante o governo do Juscelino Kubitschek, comprometeu-se a valorizar as rodovias, criando infraestrutura adequada para o aumento do engajamento do setor privado em setores mais avançados de industrialização, reforçando assim o papel da urbanização como base para a industrialização, baseado na formação de polos automobilísticos.
A BR-316 começou a ser expandida na década de 1950 a partir da desativação das ferrovias que apresentavam queda no faturamento a partir da abertura das rodovias. Foi inaugurada na década de 1960, com objetivo de facilitar o acesso por terra entre o Norte do Brasil e o Nordeste brasileiro.